# Hilde Krahwinkel Sperling
Hildegard «Hilde» Krahwinkel Sperling (Essen, Regne de Prússia, Imperi Alemany, 26 de març de 1908 − Helsingborg, Suècia, 7 de març de 1981) fou un jugadora de tennis amateur alemanya i danesa, nacionalitat que va aconseguir en casar-se amb Svend Sperling l'any 1933.

## Carrera esportiva
Va guanyar tres títols consecutius de l'Internationaux de France entre 1935 i 1937, fita només aconseguida per només quatre tennistes femenines en tota la història, tots enfront de la local Simonne Mathieu. També va disputar dues finals individuals a Wimbledon, dues finals de Grand Slam més en dobles femenins, i dues finals més en dobles mixts a Wimbledon, la darrera amb títol inclòs. Va dominar el tennis alemany durant la dècada dels anys 30 sent la millor en el campionat alemany sis cops consecutius, del 1933 a 1939 descomptant l'any 1936 que no es va disputar a causa de la celebració dels Jocs Olímpics de Berlín. Aquest registre va seguir vigent fins Steffi Graf, que va aconseguir nou títols entre els anys 80 i 90 (però només quatre consecutius). Durant la seva llarga trajectòria no va disputar mai l'US Championships perquè coincidia amb la disputa del campionat alemany.
En reconeixement de la seva carrera tennística, va ser inclosa en l'International Tennis Hall of Fame l'any 2013.

## Torneigs de Grand Slam

### Individual: 5 (3−2)
| Resultat   | Núm. | Any  | Campionat                    | Oponent           | Marcador      |
| ---------- | ---- | ---- | ---------------------------- | ----------------- | ------------- |
| Finalista  | 1.   | 1931 | Wimbledon                    | Cilly Aussem      | 2−6, 5−7      |
| Guanyadora | 1.   | 1935 | Internationaux de France     | Simonne Mathieu   | 6−2, 6−1      |
| Guanyadora | 2.   | 1936 | Internationaux de France (2) | Simonne Mathieu   | 6−3, 6−4      |
| Finalista  | 2.   | 1936 | Wimbledon (2)                | Helen Hull Jacobs | 2−6, 6−4, 5−7 |
| Guanyadora | 3.   | 1937 | Internationaux de France (3) | Simonne Mathieu   | 6−2, 6−4      |

### Dobles femenins: 2 (0−2)
| Resultat  | Núm. | Any  | Campionat                | Parella         | Oponents                            | Marcador |
| --------- | ---- | ---- | ------------------------ | --------------- | ----------------------------------- | -------- |
| Finalista | 1.   | 1935 | Internationaux de France | Ida Adamoff     | Margaret Scriven Kay Stammers       | 4−6, 0−6 |
| Finalista | 2.   | 1935 | Wimbledon                | Simonne Mathieu | Freda James Hammersley Kay Stammers | 1−6, 4−6 |

### Dobles mixts: 2 (1−1)
| Resultat   | Núm. | Any  | Campionat | Parella             | Oponents                       | Marcador |
| ---------- | ---- | ---- | --------- | ------------------- | ------------------------------ | -------- |
| Finalista  | 1.   | 1930 | Wimbledon | Daniel Prenn        | Elizabeth Ryan Jack Crawford   | 1−6, 3−6 |
| Guanyadora | 1.   | 1933 | Wimbledon | Gottfried von Cramm | Mary Heeley Norman Farquharson | 7−5, 8−6 |